# Sturt Stony Desert
Sturt Stony Desert är en öken i Australien. Den ligger i delstaterna Queensland, South Australia och New South Wales omkring 1 200 kilometer väster om Brisbane.
Omgivningarna runt Sturt Stony Desert är i huvudsak ett öppet busklandskap. Trakten runt Sturt Stony Desert är nära nog obefolkad, med mindre än två invånare per kvadratkilometer. Genomsnittlig årsnederbörd är 215 millimeter. Den regnigaste månaden är februari, med i genomsnitt 72 mm nederbörd, och den torraste är oktober, med 1 mm nederbörd.